# Abreu Advogados
A Abreu Advogados é uma das maiores sociedades de advogados em Portugal em número de advogados e faturação. Constituída em 1993, a sociedade tem escritórios em Lisboa, Porto e Madeira e presença nos quatro continentes, através de parcerias com sociedades de advogados em Angola, China, Brasil, Cabo Verde, Moçambique e Timor-Leste.
A Abreu Advogados é a primeira sociedade de advogados em Portugal com sistema de gestão certificado (ISO 9001) e a primeira no setor da justiça e advocacia em Portugal, e uma das primeiras entidades a nível mundial, a apresentar um Security Operations Center com instalações e equipa interna dedicadas.

## História
Constituída em 1993 e composta inicialmente por seis profissionais, a Abreu Advogados conta agora com 280 colaboradores, dos quais 190 advogados, que prestam serviços em dez áreas de prática correspondentes a diferentes ramos do Direito, com diversos grupos de trabalho de intervenção especializada.
Em 2012, a sociedade funda o Instituto do Conhecimento da Abreu Advogados (IAB), um veículo de investigação científica e técnico-prática que actua como base de cooperação com o meio académico e empresarial.

## Organização
A Abreu Advogados presta serviços dentro de dez áreas de prática que correspondem aos diferentes ramos do direito. Cada área de prática agrega diferentes grupos de trabalho, de intervenção especializada.
Do ponto de vista organizacional, a Abreu Advogados integra um Conselho de Administração, destacando-se de entre os membros o Sócio-Gerente (Managing Partner), eleito de entre os sócios, a quem cabe concretizar a estratégia aprovada em Assembleia-Geral.

## Internacionalização
A Abreu Advogados iniciou o seu processo de internacionalização em 2007, através do estabelecimento de uma parceria com uma sociedade angolana. Em 2010, a sociedade chega a Moçambique.
Em 2012, a firma oficializou a sua estratégia de internacionalização, através do lançamento da marca Abreu International Legal Solutions, que passou a agregar as parcerias internacionais com outras firmas, como forma de consolidar a notoriedade da Abreu Advogados nas várias jurisdições onde os seus clientes exercem actividade.

## Prémios e reconhecimentos
2015:
- Client Choice Awards, International Law Office - Corporate Tax e Banking.[22]
- Universum - Empregadores europeus mais interessantes para os futuros profissionais.[23]

2014:
- “Competition Law Firm of the Year in Portugal” pelos prémios Corporate Intl Magazine Global Award.[24]
- Best Lawyers, edição portuguesa.[25]
- Directório Chambers Global, que avalia os principais escritórios de Advogados em mais de 180 países, destaca em 2014 a estratégia de internacionalização da Abreu Advogados - Abreu International Legal Solutions.[26]
- Tax Directors Handbook 2014, recomendação como uma das Sociedades líderes na área Fiscal em todo o mundo.[27]
- European Business Awards (EBA) 2013/2014.[28]

2013:
- Distinguida como Empresa PME Líder 2013 pelo seu desempenho e qualidade, pelo Millennium BCP em parceria com o Instituto de Apoio às Pequenas e Médias Empresas e à Inovação (IAPMEI), no âmbito do Programa FINCRESCE.[29]
- Distinguida pela Intercontimental Finance Magazine Law Awards.[30]
- Best Lawyers, edição portuguesa.[31]
- Chambers Europe 2013 - Directório internacional Chambers & Partners, reforça a confiança no trabalho da Abreu Advogados com a distinção de dezasseis Áreas de Prática e dezanove Advogados nos rankings de 2013.[32]
- Legal 500 Europe, Middle East & Africa atribuiu 26 nomeações individuais a Advogados da Abreu Advogados.

2012:
- FT Innovative Lawyers Awards, Financial Times. Shortlist International strategy.[33]

2011:
- “Tax Law Firm of the Year in Portugal”, nos prémios “Global Awards”, da revista Corporate Intl.[34]
- Innovation by a Portuguese Law Firm, RSG Consulting e revista Iberian Lawyer.[35]
- "European Legal Team of the Year" nos British Legal Awards.[36][37]

2010:
- "M&A + Private Equity Law Firm of the Year Portugal", nos prémios "Finance Monthly Magazine Law Awards for Achievement 2010".[38]
- "Portuguese Corporate Tax Law Firm of the Year" pela organização Global Law Experts.[39]
- "Full Service Advisory Firm of the Year in Portugal" nos "Global Awards" da Revista Corporate Intl.[40]
- "Public Law Firm of the Year in Portugal", "Private Equity Law Firm of the Year in Portugal" e "Mergers & Acquisitions Law Firm of the Year in Portugal", nos prémios International Legal Awards da Revista Corporate Intl.[41]
- "Melhor Sociedade de Advogados para Trabalhar em Portugal” pela Revista Exame e pela Consultora Heidrick & Struggles.[42]
- Empresa mais familiarmente responsável 2010, Deloitte/AESE/Diário Económico.[43]

2009:
- "Portuguese Tax Law Firm of the Year” pela ACQ Finance Magazine.[44]
- "Melhor Sociedade de Advogados em Portugal em Direito do Trabalho” no âmbito dos International Legal Awards da Revista Corporate Intl.[45]
- Innovative Lawyers Awards, Financial Times. Incluída no Resorcing 2009.[46]

2008:
- “Melhor Sociedade de Advogados para Trabalhar” pela Revista Exame e pela Consultora Heidrick & Struggles.[47]

2007:
- “Melhor Sociedade de Advogados para Trabalhar” pela Revista Exame e pela Consultora Heidrick & Struggles.[47]

2006:
- “International Law Office Client Choice Awards to Portugal”.[48][49]

2001:
- Primeira sociedade de advogados portuguesa a obter a certificação de qualidade no âmbito da norma ISO 9001.[48][50]

## Áreas de Actuação
A Abreu Advogados presta serviços de assessoria jurídica em dez áreas de prática distintas:
- Concorrência, Regulação e União Europeia
- Contencioso
- Direito Comercial
- Direito do Desporto
- Direito Financeiro
- Direito Fiscal
- Direito Imobiliário
- Direito Público & Ambiente
- Direito do Trabalho
- Propriedade Intelectual e Tecnologias de Informação

## Instituto do Conhecimento Abreu Advogados
Fundado em 2012, o Instituto do Conhecimento da Abreu Advogados assume-se como um veículo de investigação científica e técnico-prática, uma plataforma editorial e de formação e uma base de cooperação com o meio académico e empresarial.
Coordenado pelo Consultor da Abreu Advogados e Professor da Faculdade de Direito da Universidade de Coimbra, Ricardo Costa, o Instituto do Conhecimento da Abreu Advogados quer ser um centro de formação especializada onde a actualização dos profissionais é uma prioridade e o desenvolvimento de uma rede de interacção institucional é uma das estratégias fundamentais.
Em 2013, o Instituto do Conhecimento Abreu Advogados lançou o Prémio Instituto do Conhecimento da Abreu Advogados.
De periodicidade bienal, o Prémio atribui um valor pecuniário à tese de doutoramento vencedora, e à tese de mestrado premiada. Além dos prémios pecuniários, os trabalhos identificados são publicados na Colecção Monografias, editada pela Edições Almedina em conjunto com o Instituto do Conhecimento Abreu Advogados.

## Responsabilidade social e sustentabilidade
A Abreu Advogados assumiu o compromisso voluntário com a responsabilidade social e empresarial e com a sustentabilidade, tendo aderido em 2008 ao Programa das Nações Unidas para o Desenvolvimento Sustentável (Global Compact), ao BCSD Portugal (Conselho Empresarial para o Desenvolvimento Sustentável) e à Associação Portuguesa para a Qualidade (APQ).
Em 2008, a sociedade apresentou o seu primeiro Relatório de Sustentabilidade, tornando-se na primeira entidade do sector da justiça português a divulgar este tipo de documento. Esta iniciativa foi reconhecida pela Câmara do Comércio e Indústria Luso-Francesa, que atribuiu à Abreu Advogados o prémio “Troféu de Desenvolvimento Sustentável 2010”, que premiou o desempenho e a adopção de estratégias de sustentabilidade por parte das empresas portuguesas ou francesas no mercado português.
A sociedade promove o trabalho comunitário e a prestação de serviços pro bono em benefício de instituições e indivíduos carenciados. Entre as organizações abrangidas por esta iniciativa destacam-se a Academia dos Champs, a Associação Nacional de Direito ao Crédito, a CAIS, a Casa de Santo António e a IES – Social Business School.